# 唐茄子屋政談
『唐茄子屋政談』（とうなすやせいだん）は古典落語の演目。『唐茄子屋』（とうなすや）とも。
上方落語における『南瓜屋政談』（なんきんやせんだん）、『南瓜政談（なんきんせいだん）』もこの項目で説明する。
人情噺。すべて口演すると長大になるため、2部に分け、その前半が演じられることが多い。「唐茄子」「なんきん（南瓜／南京）」は、いずれもカボチャの異称である。

## あらすじ

### 上
商家の若旦那（東京では徳兵衛、上方では万蔵）は、道楽が過ぎて勘当され、親戚を頼っても相手にされず、友人からも見放され、とうとう橋（東京では吾妻橋）から身を投げて自殺をはかろうとするが、偶然通りかかった叔父に止められ、何でもするから助けてくれと泣きついて叔父の家の世話になることになる。
翌朝、叔父は若旦那に対し、天秤棒を担いで唐茄子（かぼちゃ）を売り歩くよう命じる。慣れない行商に四苦八苦した若旦那だったが、見知らぬ人たちの情の厚さに助けられ、唐茄子はほとんど売れてしまう。

### 下
若旦那は裏長屋（東京では三ノ輪と設定される）でどこか品のある女に呼び止められ、残った唐茄子を売るが、わが子に食べさせる食事にも不自由するほど生活に困窮している様子を見て、子には自分の弁当を与え、女にはその日の売り上げをすべて押しつけて走り去る。
若旦那は叔父の家に帰り、今日あったことを説明する。真偽を確かめるため、叔父は若旦那に道案内をさせて女の家へと向かう。ところが若旦那の渡した金は因業な大家に家賃として取り上げられ、女はそれを苦に親子心中をはかった後だった。怒った若旦那は大家の家に飛び込んで大家を殴り、長屋の住民もそこへ加勢して大騒ぎになる。
奉行所の裁きの結果、大家は厳しい咎めを受けることになる。母子は周囲の介抱の甲斐あって健康を回復し、若旦那の叔父の持つ長屋へ身を寄せる。
若旦那は母子を助けた功が認められて奉行所から賞金を受け取ることになり、実家の勘当も解かれ、のちに商人として成功を歩むこととなる。

## バリエーション
5代目古今亭志ん生の口演では、若旦那の名前は「徳三郎」である。

## 本作品が登場するメディア
1984年10月31日放映のテレビアニメ『うる星やつら』第153話「燃えよかくし芸! この道一直線」において『唐茄子屋政談』の一部が演じられている。声の出演は古今亭朝太（現・古今亭志ん輔）である。